# Saint-Hilaire-les-Andrésis
Saint-Hilaire-les-Andrésis – miejscowość i gmina we Francji, w Regionie Centralnym, w departamencie Loiret. Nazwa miejscowości pochodzi od imienia św. Hilarego.
Według danych na rok 1990 gminę zamieszkiwało 558 osób, a gęstość zaludnienia wynosiła 22 osoby/km² (wśród 1842 gmin Regionu Centralnego Saint-Hilaire-les-Andrésis plasuje się na 637. miejscu pod względem liczby ludności, natomiast pod względem powierzchni na miejscu 484.).